# Khirbet al-Malih
Khirbet al-Malih, en arabe : خربة المالح, est un village du gouvernorat de Tubas en Palestine, situé au nord de la Cisjordanie.
Selon le recensement du bureau central palestinien des statistiques, la localité compte une population de 354 habitants en 2017.